# HRG Group
Die HRG Group Inc. (bis 2009: Zapata, bis 2015: Harbinger Group) war ein börsennotiertes, US-amerikanisches Investmentunternehmen.

## Geschichte
Die HRG Group ging 2009 aus dem Unternehmen Zapata Oil hervor. Zapata Oil war ein US-amerikanisches Unternehmen mit Sitz in Rochester, New York. Das Unternehmen wurde 1953 unter dem Namen Zapata Petroleum durch George H. W. Bush, den späteren 41. Präsidenten der USA, gegründet. Die Gesellschaft begann als Ölförderungsunternehmen. Bis 1966 blieb Bush CEO von Zapata Oil. Nach seiner erfolgreichen Kandidatur für das US-Repräsentantenhaus verkaufte er seine Anteile an seinen Geschäftspartner Robert Gow. In den 1970er-Jahren weitete das Unternehmen sein Geschäftsfeld auch auf die Geschäftsfelder Bergbau und Fischerei aus. Doch die Investments rentierten sich kaum und führten zu hohen Verlusten, so dass sich das Unternehmen wieder auf sein Kerngeschäft konzentrierte. In den 1980er-Jahren türmte sich der Verlust auf mehr als 500 Mio. US-Dollar an. 1990 verkündete das Unternehmen das Ende seiner Aktivitäten in der Ölförderung und wollte sich zukünftig ganz auf das Fischereigeschäft konzentrieren.
1994 erwarb Malcolm Glazer das Unternehmen nach längeren Kämpfen. In den folgenden Jahren erwarb Zapata mehrere Gasförderunternehmen. Außerdem stellte man über die Omega Protein Corporation Proteinprodukte auf Basis von Fisch her. Dieses Geschäftsfeld wurde in den folgenden Jahren ausgeweitet und die Gasförderung schließlich ganz eingestellt. Ab 1998 wollte man sich auch als Internetunternehmen einen Namen machen und erwarb mehrere Unternehmen und Websites, doch erlitt man mit dem Platzen der Dot-Com-Blase herbe Verluste. 2005 verkaufte die Zapata Corporation ihren 77-prozentigen Anteil an der Safety Components Inc. an Wilbur Ross.
Die Omega Protein Corporation wurde 1998 an die Börse gebracht und 2017 von Cooke Inc übernommen. 2009 erwarb die Harbinger Capital Anteile am Unternehmen und man benannte die Zapata Corporation in Harbinger Group Inc. um. 2010 bis 2011 erwarb das Unternehmen einen Anteil von 54,4 % der Spectrum Brands von der Harbinger Capital Partners LLC und kaufte das Versicherungsunternehmen Old Mutual U.S. Life Holdings auf. 2013 investierte die HRG-Tochter Salus Capital gemeinsam mit der Cerberus Capital Management 250 Mio. US-Dollar in die Elektronikmarktkette RadioShack Corporation. 2015 erfolgte die Umfirmierung von Harbinger Group zu HRG Group, Inc.
2018 fusionierte das Unternehmen mit Spectrum Brands.

## Geschäft
Das Unternehmen betätigte sich zuletzt überwiegend als Investor und besaß Beteiligungen an der Rückversicherung FrontStreet Re, der Öl- und Gasgesellschaft Compass Energy sowie an Spectrum Brands (57,6 %), der mehrere bekannte Markennamen gehören, darunter Varta, Remington und Russell Hobbs.
Das Versicherungsunternehmen Fidelity & Guaranty Life (FGL) wurde im November 2015 an Anbang Insurance verkauft.